# رخصة القيادة في قبرص
رخصة القيادة في قبرص هي وثيقة القيادة الرسمية الصادرة في قبرص والتي تخول حاملها قيادة أنواع مختلفة من السيارات على الطرق العامة. تصدر التراخيص من قبل وزارة النقل التي تشكل جزءًا من وزارة الاتصالات والأشغال.
يمكن قيادة الدراجة البخارية (أقل من 50 سم) والسيارات على رخصة المتعلم من سن 17. ويمكن الحصول على رخصة قيادة قبرصية كاملة من سن 17 سنة. أما قيادة الدراجات النارية ذات السعة العالية وبعض المركبات الثقيلة فقط لمن هم فوق سن 21.
اعتبارًا من عام 2008 بلغت تكلفة إصدار رخصة قيادة 59.80 يورو (حتى 60 عامًا)، و25.63 يورو (من 60 إلى 65 عامًا)، وبالنسبة لمن تزيد أعمارهم عن 65 عامًا فهي مجانية. يحتاج السائقون الذين تزيد أعمارهم عن 70 عامًا إلى لياقة بدنية والحصول على شهادة من طبيب.
رخصة قبرص صالحة في جميع الدول الأعضاء في الاتحاد الأوروبي. يتم طباعتها على الورق وإظهار صورة حاملها والحصول على فئات مركبات الاتحاد الأوروبي القياسية.
تطبق ضوابط صارمة على السرعة والقيادة تحت تأثير الكحول بشدة ويمكن وضع نقاط عقوبة على رخص القيادة عند القبض على السائق. تُلغى رخصة القيادة بصفة مؤقتة أو دائمة في ظروف خطيرة معينة أو لجرائم متكررة تتراكم فيها نقاط كافية.
رخصة القيادة تنطبق فقط على استخدام المركبات على الطرق العامة. يمكن قيادة أي مركبة على الأرض الخاصة به (أو شخص آخر بموافقة المالك) بدون ترخيص.

## اقرأ أيضاً
رخصة القيادة في قبرص الشمالية